# Robert voor beste Deense kinder- en jeugdfilm
De Robert voor beste Deense kinder- en jeugdfilm  is een filmprijs die jaarlijks op de Robertfest uitgereikt wordt door de Danmarks Film Akademi. 

## Winnaars
| Jaar | Filmtitel                    |
| ---- | ---------------------------- |
| 2002 | Min søsters børn             |
| 2003 | Klatretøsen                  |
| 2004 | Bagland                      |
| 2005 | Terkel i knibe               |
| 2006 | Strings                      |
| 2007 | Supervoksen                  |
| 2008 | De fortabte sjæles ø         |
| 2009 | Max Pinlig                   |
| 2010 | Superbror                    |
| 2011 | Hold om mig                  |
| 2012 | Frit fald                    |
| 2013 | You & Me Forever             |
| 2014 | Antboy                       |
| 2015 | Antboy: Den Røde Furies hævn |
| 2016 | Skammerens datter            |
| 2017 | I blodet                     |